# Île de Bugio
L'île de Bugio, en portugais Ilha do Bugio, est une île inhabitée de l'archipel des îles Desertas, située dans l'océan Atlantique, dans le sud-est de l'archipel de Madère, région autonome du Portugal.

## Faune et flore
L'île est reconnue, au niveau européen en tant que site d'intérêt communautaire et zone de protection spéciale, intégré au réseau Natura 2000. Comme les autres îles des Desertas, il existe une forte proportion de la faune et de la flore uniques dans le monde, des habitats terrestres et marins importants de la Macaronésie. Coordonné avec le parc naturel de Madère et la Société portugaise de l'étude des oiseaux (pt), un travail de restauration de l'écosystème de cette petite île est réalisée pour la nidification de la Pétrel gongon.
À son extrémité sud-est se trouve un phare.

Carte des îles Desertas.